# Vitry-la-Ville
Vitry-la-Ville és un municipi francès, situat al departament del Marne i a la regió del Gran Est. L'any 2007 tenia 364 habitants.

## Demografia

### Població
El 2007 la població de fet de Vitry-la-Ville era de 364 persones. Hi havia 128 famílies, de les quals 24 eren unipersonals (12 homes vivint sols i 12 dones vivint soles), 40 parelles sense fills, 60 parelles amb fills i 4 famílies monoparentals amb fills.
La població ha evolucionat segons el següent gràfic:
Habitants censats

### Habitatges
El 2007 hi havia 134 habitatges, 126 eren l'habitatge principal de la família, 1 era una segona residència i 7 estaven desocupats. 124 eren cases i 8 eren apartaments. Dels 126 habitatges principals, 106 estaven ocupats pels seus propietaris, 15 estaven llogats i ocupats pels llogaters i 5 estaven cedits a títol gratuït; 1 tenia dues cambres, 5 en tenien tres, 26 en tenien quatre i 94 en tenien cinc o més. 97 habitatges disposaven pel capbaix d'una plaça de pàrquing. A 43 habitatges hi havia un automòbil i a 77 n'hi havia dos o més.

### Piràmide de població
La piràmide de població per edats i sexe el 2009 era:
| Homes | Edats   | Dones |
| ----- | ------- | ----- |
| 0     | 95 o +  | 0     |
| 0     | 90 a 94 | 0     |
| 8     | 85 a 89 | 4     |
| 0     | 80 a 84 | 0     |
| 0     | 75 a 79 | 0     |
| 0     | 70 a 74 | 4     |
| 4     | 65 a 69 | 4     |
| 4     | 60 a 64 | 8     |
| 4     | 55 a 59 | 0     |
| 4     | 50 a 54 | 8     |
| 8     | 45 a 49 | 0     |
| 28    | 40 a 44 | 8     |
| 24    | 35 a 39 | 28    |
| 12    | 30 a 34 | 12    |
| 4     | 25 a 29 | 4     |
| 4     | 20 a 24 | 8     |
| 16    | 15 a 19 | 36    |
| 24    | 10 a 14 | 16    |
| 0     | 5 a 9   | 20    |
| 0     | 0 a 4   | 4     |

## Economia
El 2007 la població en edat de treballar era de 247 persones, 192 eren actives i 55 eren inactives. De les 192 persones actives 182 estaven ocupades (97 homes i 85 dones) i 10 estaven aturades (4 homes i 6 dones). De les 55 persones inactives 19 estaven jubilades, 24 estaven estudiant i 12 estaven classificades com a «altres inactius».

### Ingressos
El 2009 a Vitry-la-Ville hi havia 125 unitats fiscals que integraven 358 persones, la mediana anual d'ingressos fiscals per persona era de 19.334 €.

### Activitats econòmiques
Dels 15 establiments que hi havia el 2007, 1 era d'una empresa extractiva, 1 d'una empresa de fabricació de material elèctric, 3 d'empreses de construcció, 3 d'empreses de comerç i reparació d'automòbils, 2 d'empreses de transport, 1 d'una empresa d'hostatgeria i restauració, 1 d'una empresa financera, 2 d'empreses immobiliàries i 1 d'una empresa de serveis.
Dels 4 establiments de servei als particulars que hi havia el 2009, 1 era una gendarmeria, 1 guixaire pintor, 1 fusteria i 1 electricista.
L'any 2000 a Vitry-la-Ville hi havia 11 explotacions agrícoles que ocupaven un total de 2.035 hectàrees.

## Equipaments sanitaris i escolars
El 2009 hi havia una escola maternal.

## Poblacions més properes
El següent diagrama mostra les poblacions més properes.